# Roberto Leydi

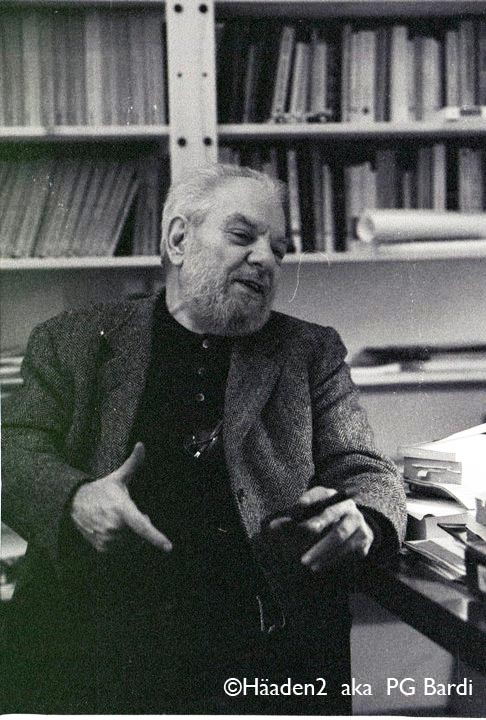
Roberto Leydi a Milano presso Luigi Pestalozza (Foto PG Bardi) 1995

Roberto Leydi (Ivrea, 21 febbraio 1928 – Milano, 15 febbraio 2003) è stato un etnomusicologo italiano.

## Biografia
Iniziò la sua attività dedicandosi alla musica contemporanea e al jazz. 
Dalla metà degli anni cinquanta concentrò la sua esperienza di ricerca e studio sulla musica popolare e la storia sociale.
Dal 1973 fu docente di etnomusicologia al DAMS dell'Università di Bologna, da cui ha potuto coordinare numerose campagne di ricerca sulle tradizioni musicali di tutte le regioni italiane (ricerca sul campo).
Nella sua carriera Leydi pubblicò numerosi saggi. Tra i più noti si ricordano I canti popolari italiani (1973) e L'altra musica (1991). Ha inoltre promosso importanti iniziative editoriali e discografiche come, ad esempio, la pubblicazione della collana di dischi Albatros ed è stato tra i fondatori dell'Istituto Ernesto de Martino nonché organizzatore di eventi e spettacoli sulla cultura popolare (vanno ricordati a questo proposito Milanin, Milanon, Bella Ciao, Sentite buona gente), che sono stati di impulso - assieme all'attività del Nuovo Canzoniere Italiano - allo sviluppo del folk revival in Italia. Dal 1979 al 1982 fu poi nel comitato di redazione della rivista Laboratorio Musica, legata ai circuiti ARCI e diretta da Luigi Nono.
Roberto Leydi svolse una funzione decisiva nella proposizione della ricerca della musica popolare italiana intesa come documentazione della cultura contadina italiana all'indomani della prima industrializzazione. Il suo contributo si inserì in quel vasto filone di storia contemporanea e sociale che tendeva a cercare fonti alternative a quelle ufficiali per la ricognizione storica. Si trattava a tutti gli effetti di seguire i passi tracciati - tra gli altri - da Danilo Montaldi con il suo Militanti politici di base e da numerosi altri storici tra cui è giusto ricordare Gianni Bosio e Cesare Bermani. Roberto Leydi ebbe chiaro che la documentazione della tradizione popolare non poteva però essere limitata al suo carattere di emarginazione, o protesta, o a quello del diretto impegno sociale. Né condivise l'opinione, molto frequente negli anni '60 e '70, che la cultura popolare e contadina fosse in se stessa alternativa.
Organizzatore instancabile, dotato di una inesauribile curiosità e di un'analoga capacità di andare oltre l'apparenza delle cose per coglierne spesso il lato anche ironico o surreale, Roberto Leydi ha pilotato con decisione le sorti della musica popolare italiana legando il suo nome alle ricerche della Regione Lombardia e a un folto gruppo di ricercatori di musica popolare che da lui ricevettero appoggio e spesso indicazioni.
Qualche mese prima della sua morte donò l'intero archivio privato (circa 700 strumenti musicali, 6.000 dischi, 10.000 libri, 1.400 nastri magnetici) al Centro di dialettologia e di etnografia di Bellinzona, in Svizzera.